# Bento Fernandes
Bento Fernandes este un oraș în Rio Grande do Norte (RN), Brazilia.